# Atergatis roseus
Atergatis roseus är en kräftdjursart som först beskrevs av Rueppell 1930.  Atergatis roseus ingår i släktet Atergatis och familjen Xanthidae. Inga underarter finns listade i Catalogue of Life.